# Richard-Emmanuel Eastes
Richard-Emmanuel Eastes, né le 4 juillet 1972, à Strasbourg en France, est normalien, agrégé de chimie,, docteur en sciences de l’éducation et en philosophie,,.
Ancien enseignant à l’Ecole normale supérieure de Paris,,, il est actuellement responsable du Service d’appui au développement académique et pédagogique (SADAP) de la Haute école spécialisée de Suisse Occidentale (HES-SO), ainsi que directeur général de la société Segallis.
Médiateur scientifique, consultant et conférencier,, il a publié de nombreux articles et écrit ou co-dirigé plusieurs ouvrages sur la pédagogie, la science, la communication scientifique et les relations entre science et société. Richard-Emmanuel Eastes vit aujourd’hui à Sorvilier, dans le Jura bernois (Suisse),.

## Études
Richard-Emmanuel Eastes est né d’un père ingénieur chimiste et d’une mère professeure de physique-chimie. Après un magistère en sciences de la matière à l’École normale supérieure de Lyon, il obtient en 1995 un DEA de chimie organique à l’université Paris 6. Il effectue son mémoire de recherche dans le laboratoire du prix Nobel de chimie Jean-Marie Lehn au Collège de France. Il obtient la même année l’agrégation de chimie,, et est engagé à l’École normale supérieure de Paris où il occupe plusieurs fonctions dans différents services et départements jusqu’en 2011.

## Carrière

### En France
Au sein de l’École normale supérieure (Paris), après une expérience de recherche et d’enseignement de cinq ans au département de chimie sous la direction de Christian Amatore, dont une année au Laboratoire des sciences du climat et de l’environnement (LSCE) du Commissariat à l'énergie atomique (CEA), Richard-Emmanuel Eastes assure la direction des concours scientifiques des trois ENS françaises de 2000 à 2005, avant de rejoindre le département d'études cognitives de l’École normale supérieure (Paris), sous la direction de Daniel Andler puis de Richard Frackowiak.
En 2011, il reprend la direction de l’Espace des sciences Pierre-Gilles de Gennes, centre de culture scientifique de l’ESPCI Paris,,,,,,, où il collabore avec Matteo Merzagora, journaliste scientifique et expert en communication publique de la science. Ensemble, ils réorientent le lieu vers la présentation des enjeux de la science en société, en donnant une large place à l’expression des publics.
En parallèle, il soutient en 2013 une thèse de doctorat en sciences de l’éducation à l’université de Genève (Laboratoire de didactique et d’épistémologie des sciences, sous la direction du professeur André Giordan) , et en philosophie à l’université Paris 1 (Institut d’histoire et de philosophie des sciences et des techniques, sous la direction de Jacques Dubucs),. Sa recherche, menée en collaboration avec Francine Pellaud, porte alors sur la modélisation des processus d’apprentissage, à l’interface entre didactique, philosophie et sciences cognitives.

### En Suisse
Le 1er septembre 2014, Richard-Emmanuel Eastes prend la direction de la Haute école pédagogique intercantonale de Berne, Jura et Neuchâtel (HEP-BEJUNE),,,,,,. Un an et demi plus tard, avec Francine Pellaud, professeure à la Haute Ecole Pédagogique de Fribourg (Suisse), il co-fonde la société Segallis,, spécialisée dans la formation, le conseil et la gestion de projets dans les domaines de la communication publique de la science et de l’ingénierie cognitive.
En mars 2018, il est nommé responsable du développement et de l’innovation pédagogiques à la Haute école spécialisée de Suisse Occidentale (HES-SO, Delémont) dont il coordonne le centre de soutien à l’enseignement : le Service d’appui au développement académique et pédagogique (SADAP).
Il occupe en parallèle la fonction de partenaire académique et conseiller scientifique de la société Creaholic (Bienne), spécialisée dans les processus d’invention et d’innovation.

## Contribution à la pédagogie
Richard-Emmanuel Eastes a popularisé les techniques dites de « microchimie » en France au travers de publications et conférences ainsi que d’un kit de verrerie commercialisé par la société Jeulin.
À la fin des années 1990, il fut également coordinateur des Olympiades internationales de chimie. Sa thèse, soutenue en 2013, formalise et prolonge le travail d’élucidation des processus d’apprentissage qui fut conduit durant 30 ans par André Giordan et ses collaborateurs au sein du Laboratoire de didactique et d’épistémologie des sciences de l’université de Genève. L’intérêt de son approche réside dans la représentation graphique des mécanismes impliqués dans l’apprentissage, facilitant ainsi leur appréhension par les enseignants de sciences.
En marge de son travail de doctorat, il a publié de nombreux articles sur les expériences contre-intuitives, la notion de compréhension en sciences, la formation des enseignants et la pédagogie universitaire.

## Contribution à la médiation scientifique

### En France
Parallèlement à son parcours académique et pédagogique, Richard-Emmanuel Eastes co-fonde en 2002 avec Francine Pellaud et Catherine Bied l’association de médiation scientifique Les Atomes Crochus,,,. Il la préside jusqu’en 2014,. Au sein des personnages de la troupe, il incarne le Professeur Spatule, partenaire du clown Molécule. Il est également animateur et démonstrateur des conférences expérimentales Effervesciences, qu’il donne encore régulièrement à ce jour. L’association intervient lors de festivals ou fêtes de science et explore une grande diversité de formes de communication scientifique, notamment au travers de spectacles de clown de science,, de contes scientifiques, de conférences expérimentales et d’animations telles que le « Cabinet des traumatismes scientifiques ».
En 2005, il fonde le groupe Traces, un groupe de réflexion et d’action sur la science, sa communication et son rapport à la société,,,, qui lance en 2010 le manifeste « Révoluscience » pour une médiation scientifique réflexive et responsable. Le groupe Traces organise les Journées internationales de l’Education scientifique (JIES) à Chamonix en 2011 sur le thème de « L’idée de nature dans la médiation et l’éducation scientifique » et en 2013 sur le thème des « Jeux dans la médiation et l’éducation scientifique ».

### En Suisse
En 2016, Richard-Emmanuel Eastes est élu président de l’association de médiation culturelle musicale Usinesonore, dans le Jura bernois.
En 2017, il lance un projet expérimental de montre en kit appelée « Noclock »,, en collaboration avec Paul Junod, ancien propriétaire de la marque Milus, et Elmar Mock, co-inventeur de la montre Swatch,. La Noclock est composée de 12 pièces à assembler soi-même, chez soi ou dans un fablab,.
En juillet 2018, il organise le « Yakaton », une semaine de challenges scientifiques et techniques à destination des collégiens et collégiennes de Suisse romande, dans le cadre du domaine ingénierie et architecture de la HES-SO,,.
En 2019, avec le Réseau romand science et cité (Université de Lausanne), il lance « La Moulinette », outil de réflexion sur les pratiques de médiation scientifique qui s’adresse aux actrices et acteurs de la culture scientifique.

## Vie publique et engagement militant
Richard-Emmanuel Eastes est régulièrement invité et interviewé autour de ses projets,,,,. Il rédige des articles et chroniques dans des médias tels que The Conversation, ou le blog qu’il tient sur le site du Temps, dont certains sont repris dans la presse française (Slate, Le Point),.
Depuis 2018, il promeut activement les travaux scientifiques relatifs à la situation climatique mondiale, ainsi que les recherches sur la production de l’ignorance, ou agnotologie, initiés par les historiens des sciences Naomi Oreskes, Erik M. Conway et Robert N. Proctor.

## Prix et distinctions
- 3ème prix de l’innovation et de la créativité du Ministère de l’éducation nationale, 2009
- Mention spéciale du jury du Festival du Scoop et du journalisme scientifique, 2006
- Lauréat du Prix de la Division enseignement de la Société française de chimie, 2003

## Publications

### Ouvrages
- Philosophie de la chimie, sous la direction de Richard-Emmanuel Eastes et Bernadette Bensaude-Vincent, éditions De Boeck Supérieur, 2020
- Les scientifiques jouent-ils aux dés ?, sous la direction de Richard-Emmanuel Eastes et Bastien Lelu, éditions Le Cavalier Bleu, 2011[44]
- La science en culture : le détour par l'art, sous la direction de Richard-Emmanuel Eastes, Groupe Traces et Les Atomes Crochus, 2011
- Vers une agriculture choisie, de Richard-Emmanuel Eastes, éditions Le Cavalier Bleu, 2010[11]
- Comment je suis devenu chimiste, de Richard-Emmanuel Eastes et Edouard Kleinpeter, éditions Le Cavalier Bleu, 2008[45]
- L’épreuve de travaux pratiques de chimie à l’oral des concours, de Richard-Emmanuel Eastes, Valéry Prévost, Florence Daumarie, Thomas Zabulon, éditions Rue d’Ulm, 2002

### Ouvrages collectifs
- Climat, environnement, énergies : 30 idées reçues pour démêler le vrai du faux, ouvrage collectif, Le Cavalier Bleu, 2015
- La chimie durable : au-delà des promesses, ouvrage collectif sous la direction de Laura Maxim, CNRS éditions, 2011
- Current challenges in basic science education, éditions UNESCO, 2010
- Dictionnaire Dixel, groupe Traces sous la direction de R.-E. Eastes, Le Robert, 2009
- Comment enseigner les sciences : manuel de pratiques, sous la direction de F. Pellaud & A. Giordan, éditions Delagrave, 2008
- Apprendre demain, sciences cognitives et éducation à l’heure du numérique, sous la direction de D. Andler & B. Guerry, éditions Hatier, 2008